# Mohawks of Kahnawá:ke

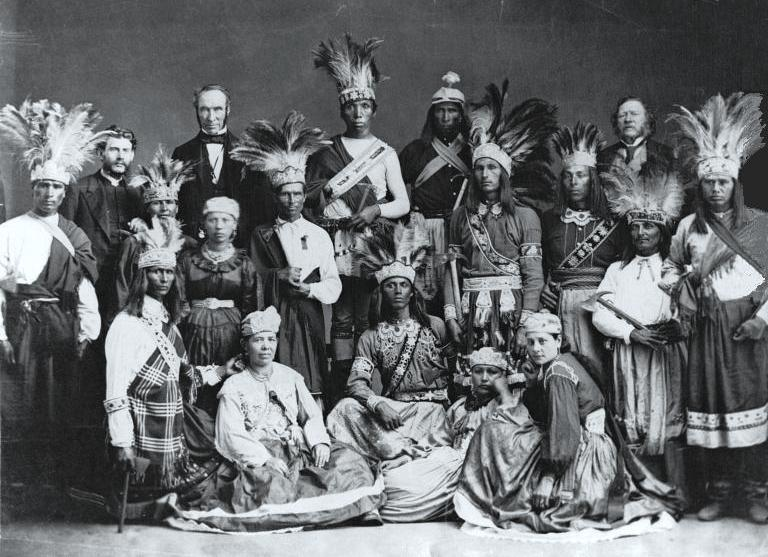
Kahnawake mohawker 1869.

Mohawks of Kahnawà:ke (Mohawk: Kahnawákeró:non) är en grupp Mohawk First Nation i Québec i Kanada. År 2024 hade gruppen en registrerad befolkning på 11 787 medlemmar. Dess huvudsakliga reservat var Kahnawake 14, som ligger på södra stranden av St. Lawrencefloden mittemot Montreal. Gruppen delar också det obebodda reservatet Doncaster 17 med Mohawks of Kanesatake för jakt och fiske. Gruppen styrs av Mohawk Council of Kahnawà:ke.

## Demografi och geografi

Kahnawake sett från Montreal.

Medlemmarna i Kahnawà:ke First Nation är mohawker som splittrades från resten av sin stam på 1660-talet och lämnade Irokeskonfederationen för att leva på franskt territorium. De kan härstamma från en grupp som övervägande består av assimilerade fångar som togs under bäverkrigen från Huron- och Algonquin-stammarna. I januari 2025 hade gruppen en total registrerad befolkning på 11 816 medlemmar, varav 8 130 levde på reservatet.
Gruppen Kahnawà:ke bor främst på ett reservat, Kahnawake 14, som ligger 8 km sydväst om Montreal i Quebec. Detta reservat täcker ett område på 4 902 hektar. Gruppen delar också ett obebott reservat, Doncaster 17, som ligger 16 km nordost om Sainte-Agathe-des-Monts med Mohawks av Kanesatake för jakt och fiske. Gruppen av First Nations har sitt huvudkontor i Kahnawake. Den närmaste större staden är Montreal.

## Gruppens ledning
Mohawk of Kahnawà:ke styrs av ett stamråd, som kallas Mohawk Council of Kahnawà:ke. Medlemmar väljs för treårsperioder enligt ett anpassat valsystem baserat på paragraf 11 i den Indian Act.